# Xã Pleasant, Quận Logan, Ohio
Xã Pleasant (tiếng Anh: Pleasant Township) là một xã thuộc quận Logan, tiểu bang Ohio, Hoa Kỳ. Năm 2010, dân số của xã này là 1.147 người.